# دراما عائلية
تشير الدراما العائلية إلى الدراما التي تدور حول العلاقات الأسرية . يمكن أن تضمن ذلك في بعض الأحيان العلاقات بين الأب والابن، والعلاقات بين الأم والابنة، والحماة وزوجة الابن،،الزوج والزوجة ، وربما أيضا العلاقات مع زوجة الابن. نظرًا لأن أهمية الدراما عادة ما يكون نوعًا من الصراع أو التوتر، ففي هذه الأعمال الدرامية أحيانًا يكون هناك اختلاف في تفكير الأجيال الجديدة والسابقة، واختلاف الرأي أو المعارضة من الوالدين في اختيار زواج الأزواج للشباب.
في بعض الأحيان يتم إجراء مسرحيات ممتعة بسيطة بدلاً من المواجهة. عادة ما يكون أحد جوانبها هو الكوميديا أو الفكاهة . نسيان الناس، شك الزوج في زوجته أو شك الزوجة في زوجها، إلهاء الأطفال عن الدراسة وغيرها، يعرض بالمسلسل وبطريقة ممتعة ومضحكة.

## مناصر للدراما العائلية في الأفلام والتلفزيون
يعتقد المخرج السينمائي سوراج بارجاتيا، المعروف بأفلامه الدرامية العائلية في الهند، أنه ينبغي تشجيع المزيد من الناس على مشاهدة مثل هذه الأفلام في العصر الحديث. أفلامه مصنوعة بهذا الأسلوب.

## شاهد المزيد
- الدراما